# Peace River—Westlock
Circonscription électorale fédérale du Canada
Peace River—Westlock est une circonscription électorale fédérale canadienne de l'Alberta qui contient les villes de Rivière-la-Paix, Slave Lake, Westlock et Whitecourt. Elle a été créée en 2012 des circonscriptions de Peace River et Westlock—St. Paul.
Les circonscriptions limitrophes sont
- au nord : Territoires du Nord-Ouest (dans les Territoires du Nord-Ouest)
- à l'est : Fort McMurray—Cold Lake, Lakeland
- au sud : St. Albert—Sturgeon River, Parkland
- au sud-ouest : Yellowhead
- à l'ouest : Grande Prairie.

Lors du redécoupage électoral de 2022, la circonscription s'est agrandie de tout le nord de la circonscription de Grande Prairie—Mackenzie.

## Résultats électoraux
|       | Candidat       | Parti             | # de voix | % des voix |
|       | Arnold Viersen | Conservateur      | +34 342,  | 69,35 %    |
|       | Chris Brown    | Libéral           | +06 360,  | 12,84 %    |
|       | Cameron Alexis | NPD               | +07 127,  | 14,39 %    |
|       | Sabrina Levac  | Vert              | +01 247,  | 2,52 %     |
|       | Jeremy Sergeew | Parti libertarien | +00443,   | 0,89 %     |
| Total | Total          | Total             | 49 519    | 100 %      |

## Historique
| Législature                                                                                         | Années       | Député | Député         | Parti        |
| --------------------------------------------------------------------------------------------------- | ------------ | ------ | -------------- | ------------ |
| Peace River—Westlock issue de Fort McMurray—Athabasca, Peace River, Yellowhead et Westlock—St. Paul |              |        |                |              |
| 42e                                                                                                 | 2015–2019    |        | Arnold Viersen | Conservateur |
| 43e                                                                                                 | 2019–2021    |        | Arnold Viersen | Conservateur |
| 44e                                                                                                 | 2021–Présent |        | Arnold Viersen | Conservateur |